# المراغه اي
المراغه اي هو شاعر من شعراء إيران في القرن الثالث عشر الهجري.
هو حسين المراغه اي، المشتهر في شعره بدخيل، من أهل مراغه. له ديوان شعر بالتركية إلى جانب أشعار بالفارسية.